# Крейн Селім Григорович

## Біографія
Селім Гершкович (Григорович) Крейн (2 (15) липня 1917, Київ — 16 серпня 1999, Воронеж) — радянський математик, який створив разом з М. А. Красносельським і В. І. Соболєвим у Воронежі школу функціонального аналізу.
Доктор технічних наук, професор, перший заступник директора з наукової роботи НДІ математики Воронезького державного університету.
У 1940 р. закінчив фізико-математичний факультет Київського університету, після чого закінчив аспірантуру (під керівництвом академіка М. М. Боголюбова).
У 1941—1951 роках — науковий співробітник Інституту математики Академії наук Української РСР.
У 1952—1954 роках — завідувач кафедри вищої математики Криворізького гірничорудного інституту, потім до кінця життя жив у Воронежі.
У 1967 р. організував і провів Воронезьку зимову математичну школу. Більшість з проведених шкіл були міжнародними.

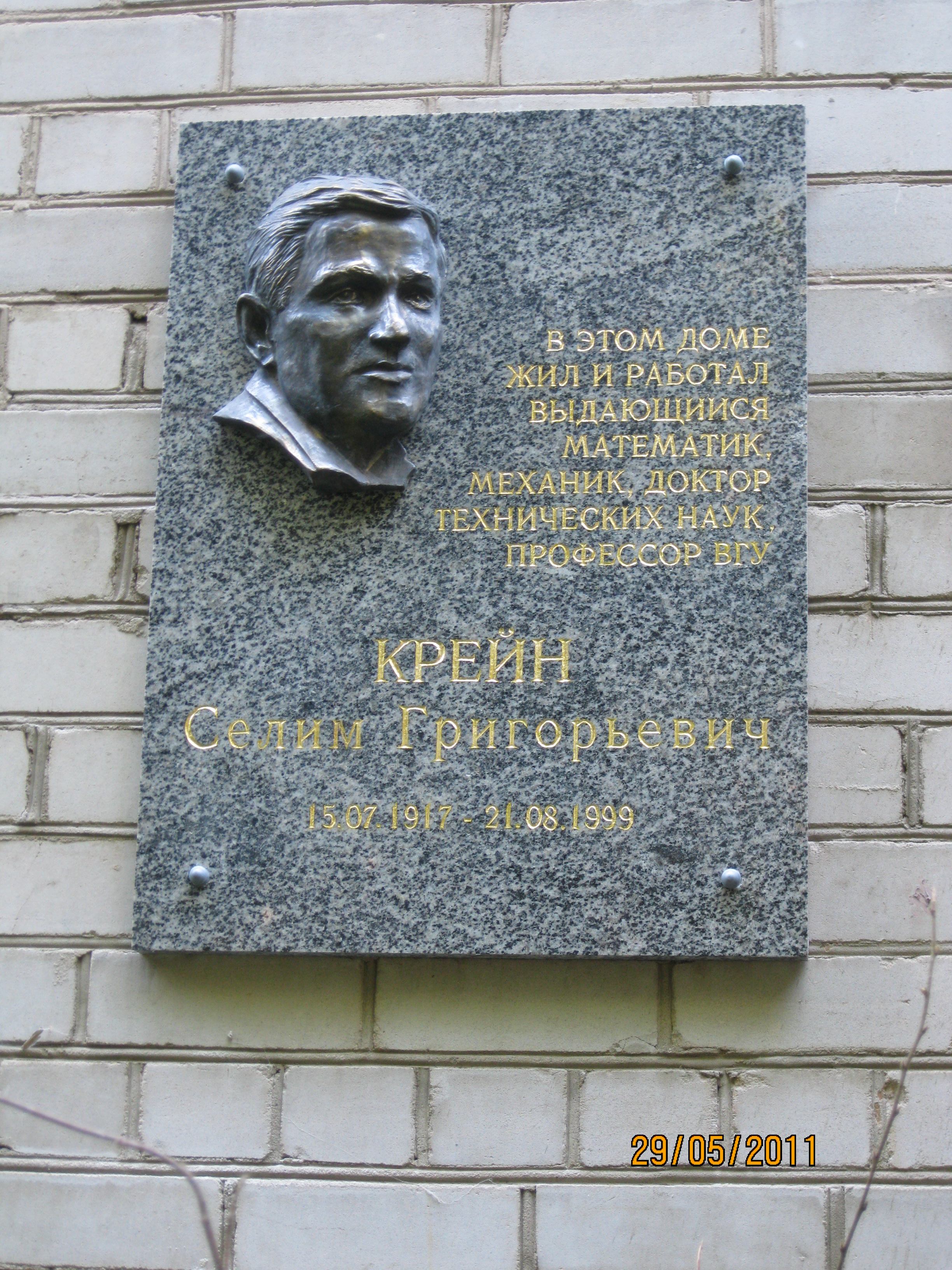
Меморіальна дошка Селіму Крейну.

Підготував понад 80 кандидатів наук.
Брат: Крейн Марко  Григорович — математик.

## Нагороди та звання
- Заслужений діяч науки РРФСР
- Соросівський професор
- У 1998 році присуджена Державна премія України в галузі науки і техніки.